# 天雷勾动地火
《天雷勾动地火》（英語：Trick）是一部1999年的美国同性恋电影，在1999年圣丹斯电影节上首次亮相。
该片導演吉姆·富爾 (Jim Fall )畢業于纽约大学電影學院。《天雷勾動地火》是他的第一部電影作品，本身是同志的吉姆·富爾从同性戀的角度，來詮釋這部輕快的愛情喜劇，故事温馨、逗趣，看后给人一种温暖窝心的感觉。不但在影評上颇受讚美，觀眾反應也极其熱烈。該片在美國上映時，票房成績奇佳，在紐約甚至場場爆滿。但批评者认为，该片也有不和实际的地方：一夜情的场所在纽约并不难找。

## 剧情
加百列（克里辛·坎贝尔饰）是個年輕的同性戀者，熱愛劇院音樂的工作，他身邊還有個知心好友（托瑞·斯培林饰）。倒楣的是，他的室友瑞奇，有着活躍的性生活，使的加百列常常睡在走廊。有一晚，加百列前往同性戀酒吧喝酒，看見了在吧上熱舞的Go-Go Boy馬克（约翰·保罗·皮托克饰）。加百列深深為他著迷，卻沒有勇氣前往搭訕。在回家的地铁上，加百列巧遇馬克，两人決定開始一段一夜情後，加百列面臨了一個問題：他們找不到地方。 好事多磨，一次次的变故和突发意外使他俩好事难圆。可就在这样一个矛盾、误会、接触、了解的过程中，他们有了更深刻的感觉，原本只想一夜情的他们最终发现，原来他们可以把关系维系的更长久，因为爱情已在彼此的心中蔓延。

## 获奖
- 圣丹斯电影节：Grand Jury Prize
- 柏林电影节：Reader Jury of the "Siegessäule"